# Dwór w Wojborzu
Dwór w Wojborzu – zabytkowy dwór w Wojbórzu – wsi w Polsce, w województwie dolnośląskim, w powiecie kłodzkim, w gminie Kłodzko. Zabytek położony jest w centrum wsi, około 300 m na południe od kościoła.

## Historia
Pierwszy dwór w Wojborzu istniał już w połowie XV w.. Obecna rezydencja została wzniesiona przez rodzinę von Tschischwitz w latach siedemdziesiątych lub osiemdziesiątych XVI w.. W 1653 pułkownik wojsk cesarskich Henryk Degner von Degnerheimb (zm. 1668) kupił majątek w Wojborzu od baronowej von Traun, de domo von Weber. Jego synem był kapitan kawalerii Johann Lorenz (Jan Wawrzyniec) Degner von Degnerheimb (zm. 1688), który przejął majątek  w spadku i  w 1668 zakończył barokową przebudowę dworu (data na portalu). Córką Johanna Lorenza była Anna Katarzyna, która w 1680 wyszła za Stanisława Filipa bar. von Kurzbach. W 1694 sprzedała majątek Janowi Jerzemu hr. von Götzen. Po przejęciu majątku w Wojborzu przez rodzinę von Götzen dwór przeważnie pełnił funkcję siedziby zarządcy folwarku. Po 1945 roku we dworze i folwarku ulokowano państwowe gospodarstwo rolne.
Decyzją wojewódzkiego konserwatora zabytków z dnia 31 października 1986 roku dwór został wpisany do rejestru zabytków. W 2017 budynek nie był użytkowany.

## Architektura
Dwór jest barokową budowlą wzniesioną z kamienia i cegły, założoną na planie prostokąta, z wydatnym, oskarpowanym ryzalitem od północy. Budynek jest podpiwniczony, dwukondygnacyjny, z użytkowym poddaszem i nakryty wysokim dachem dwuspadowym. Fasada (elewacja południowa) jest ośmioosiowa z asymetrycznie umieszczonym głównym wejściem, ozdobionym portalem o cechach późnorenesansowych. Nad wejściem prostokątna płycina, ozdobiona po bokach spływami wolutowymi, z kartuszem zawierającym herb Johanna Lorenza Degnera von Degenheimba z inicjałami I. L. D. V. D. H. radcy dworskiego i rotmistrza wojsk cesarskich oraz rokiem Anno 1668, flankowanym (otoczonym) przez panoplia. Portal zwieńczony trójkątnym frontonem z trzema kulami na postumentach, położonymi na szczycie i po bokach. Fronton  zawiera mniejszy herb Henryka von Degnera (Sacrum Imperium), pułkownika wojsk cesarskich, ojca Johanna, z trzema różami na skosie i trzema różami postawionymi w słup między dwoma trąbami w klejnocie oraz z inicjałami H.V.D.SI. Herb Degenheimba znajduje się również w kruchcie pod wieżą kościoła św. Bartłomieja w Czerwieńczycach z rokiem jego przebudowy 1686. Elewacja tylna jest siedmioosiowa, ze wspomnianym wyżej dwuosiowym ryzalitem i dodatkowym wejściem do budynku, elewacje boczne są trzyosiowe. Obecnie elewacje są w znacznym stopniu uproszczone. Zachowały boniowane naroża i wykonane w tynku uszakowe obramowania otworów okiennych.

Budynek jest częścią zespołu dworskiego, składającego się z okazałych budynków mieszkalnych i gospodarczych, usytuowanych wokół dwóch prostokątnych dziedzińców. Zabudowania te pochodzą w większości z XIX wieku.

## Portal z herbem

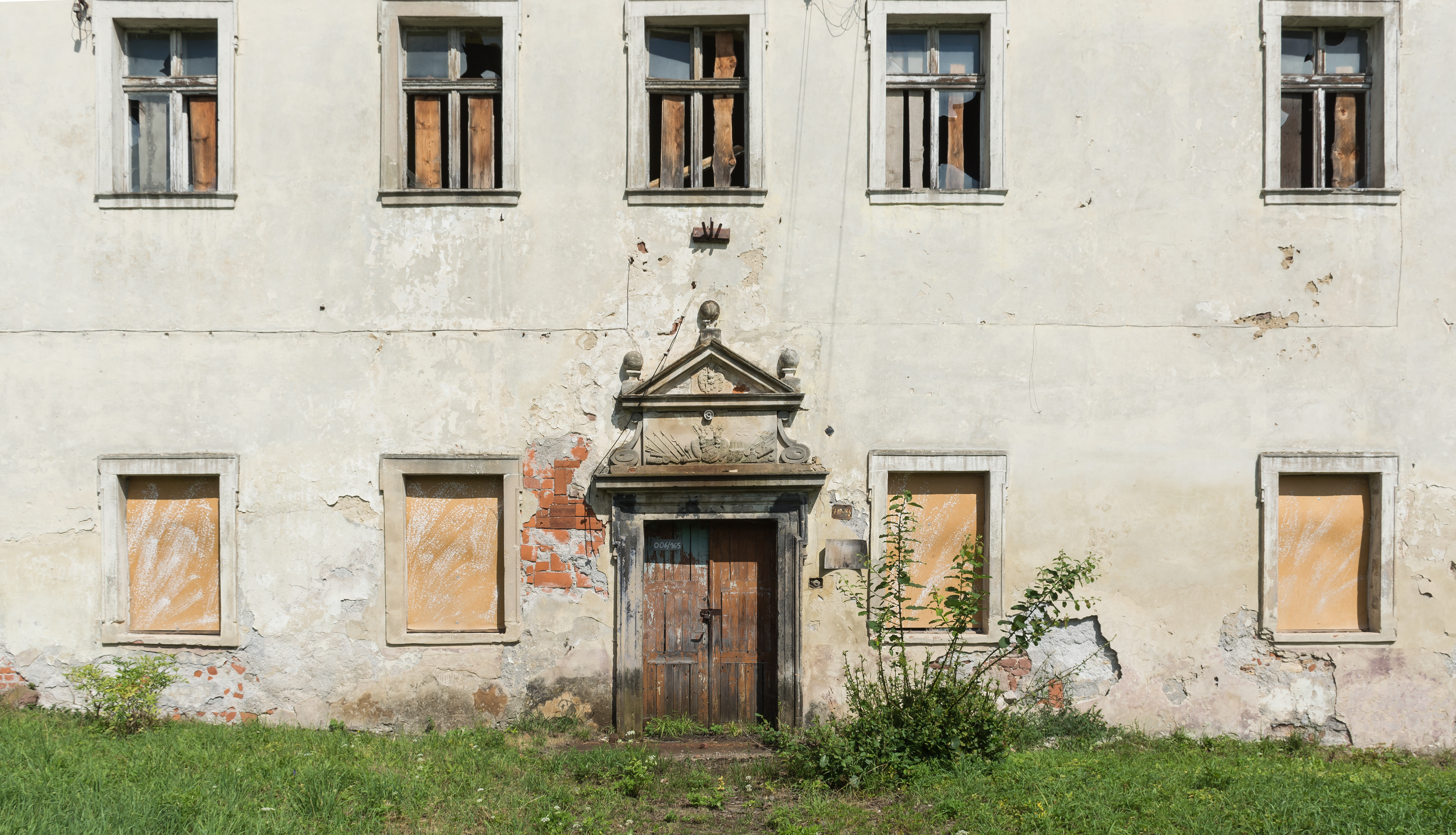
Asymetryczne wejście w fasadzie
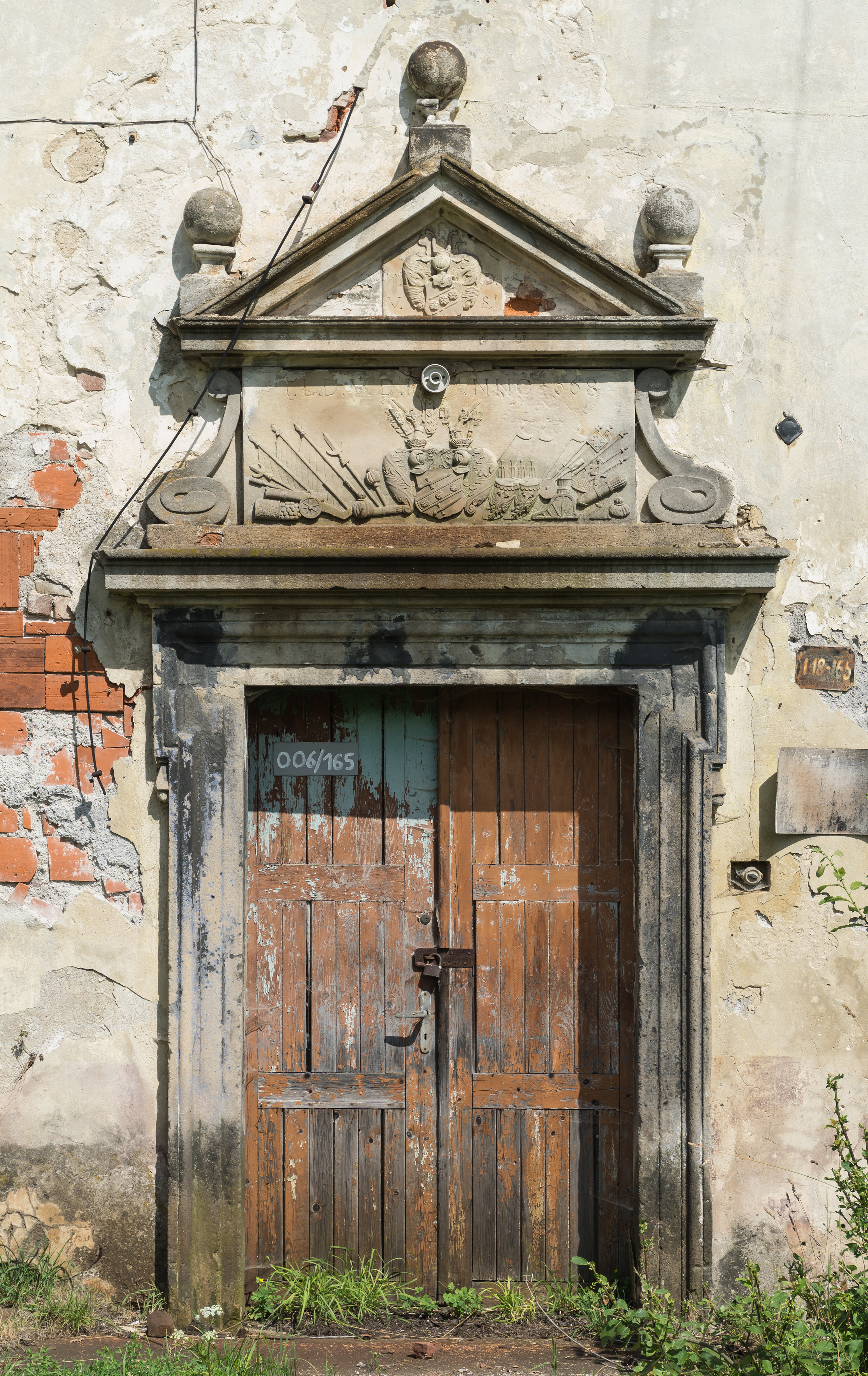
Późnorenesansowy portal z herbami
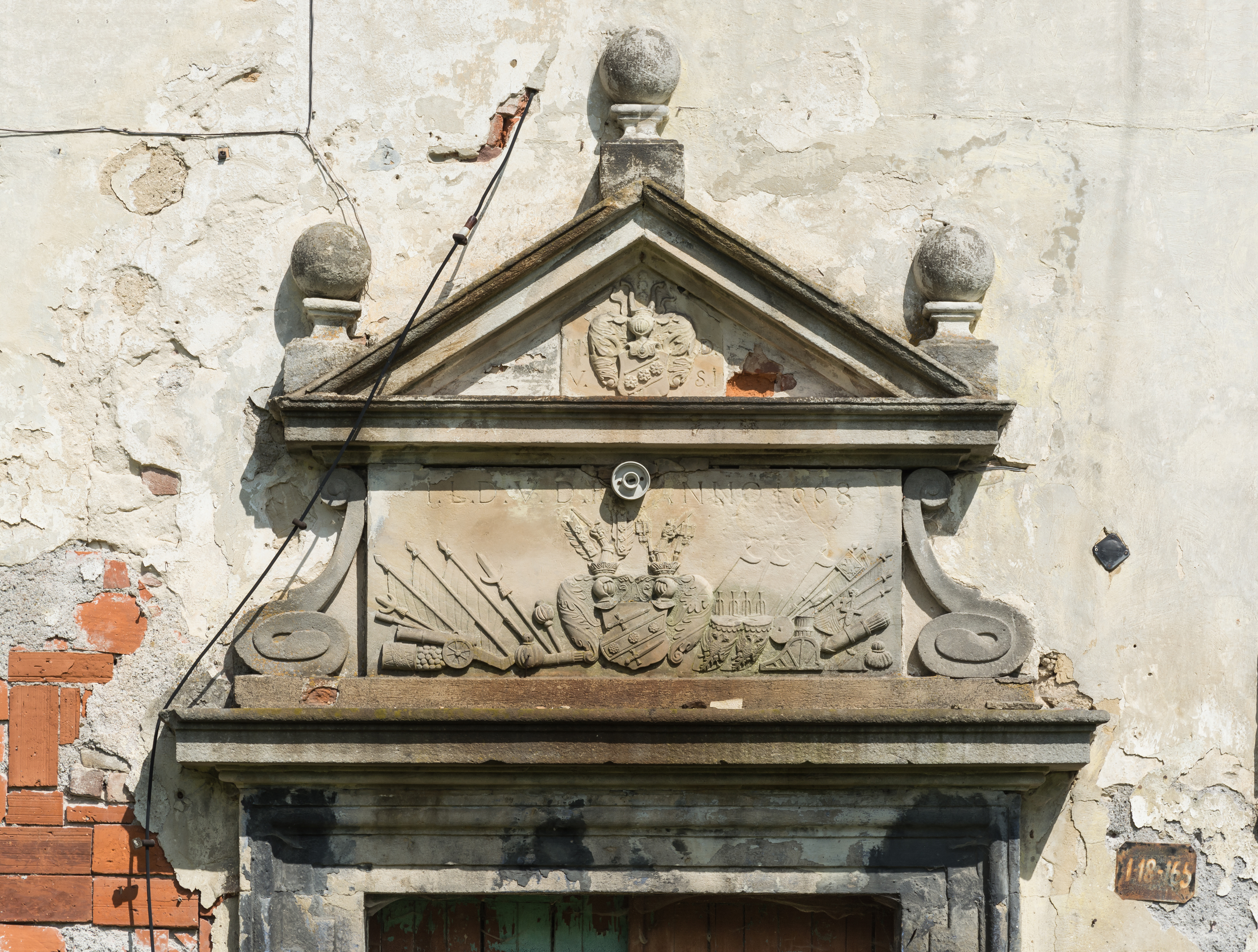
Herb I. L. Degnera v. Degnerheimba, 1668
Herb z inicjałami H.V.D.SI
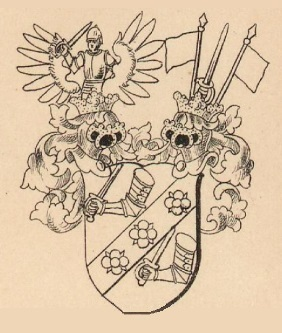
Degner von Degnerheimb (odmiana herbu)